# 阪神酒販
阪神酒販株式会社（はんしんしゅはん）は、兵庫県神戸市兵庫区に本社を置く日本の企業。

## 概要
1960年設立（ただし同社公式サイトでは、設立を2001年としている）。本体では飲食店の運営や酒類等の卸売、各種貿易などを手がけている。
2009年3月に焼肉店『牛角』のフランチャイジーなどを傘下に持つアスラポート・ダイニング（現・JFLAホールディングス。当時大証ヘラクレス上場）の実施する第三者割当増資の引受、並びに同社株式の公開買付（TOB）実施により、当社子会社のHSIグローバルが同社の筆頭株主となった。さらに2010年4月には日本アジアグループ傘下の酒類販売会社であった大酒販を買収し、矢継ぎ早にM&Aを仕掛けている。
同年8月には居酒屋チェーン『村さ来』や焼肉店『焼肉屋さかい』などを傘下に保有する持株会社であるジー・コミュニケーション（ジーコム）を買収すると伝えられたが、同社株式の譲渡手続きが遅れた結果、同年12月に株式売却の中止が発表された。ただし、当時ジーコム傘下だった常楽酒造については後に傘下に収めている。
2011年1月5日、株式会社カクヤスと業務提携。
同31日、株式会社マインマート、大酒販株式会社及びそれらの子会社の酒類小売事業を、「マインマート」の商標と共に株式会社カクヤスへ事業譲渡。
2012年より、常楽酒造を通じてF1のレッドブル・レーシングのオフィシャルサプライヤーとなる。

## 主な関連会社
- JFLAホールディングス（ジャスダック上場）
  - ジャパン・フード&リカー・アライアンス
  - アスラポート
  - アルテゴ
  - 弘乳舎
  - 九州乳業
- 富士高砂酒造
- 阿櫻酒造